# Eddie Bracken
Edward Vincent "Eddie" Bracken, född 7 februari 1915 i Astoria i Queens, New York, död 14 november 2002 i Glen Ridge, New Jersey, var en amerikansk skådespelare.

## Biografi
Eddie Bracken studerade vid Professional Children's School i New York och debuterade som sångare och dansare innan han var ens tio år fyllda. Som barn medverkade han i fyra kortfilmer med de berömda Our Gang. Han hade en del framgångar på Broadway och gjorde filmdebut 1941. Han rönte stor framgång för sin roll i Miraklet. Hans popularitet avtog i början på 1950-talet och han drog sig tillbaka från filmen 1953. Bracken medverkade sedan på scen och i TV, men återkom så småningom till filmen. 
Bracken planerade i början på 1970-talet att starta ett teaterkompani med filialer över hela USA, men idén misslyckades och han led en svår ekonomisk förlust - två miljoner dollar.
Eddie Bracken medverkade bland annat i en filmkomedi, Out Of This World, från 1945 - där han spelar en budkille som hamnar bakom sångmikrofonen och sjunger med en röst som var en exakt kopia av Bing Crosby.

## Filmografi i urval
- 1941 – Längtan till solen
- 1944 – Ja, må han leva!
- 1944 – Miraklet
- 1945 – Flickor, ohoj!
- 1945 – Ingen hejd på galenskaperna
- 1950 – Upp med ridån
- 1952 – Vi är inte gifta!
- 1983 – Ett päron till farsa
- 1985 – Mord och inga visor (TV-serie)
- 1991 – Oscar
- 1992 – Ensam hemma 2 - vilse i New York
- 1993 – Rookie of the Year
- 1994 – Baby på vift